# 1425 Tuorla
1425 Tuorla este un asteroid din centura principală de asteroizi.

## Descriere
1425 Tuorla este un asteroid din centura principală de asteroizi. A fost descoperit pe 3 aprilie 1937 la Turku de Kustaa Adolf Inkeri. El prezintă o orbită caracterizată de o semiaxă mare de 2,61 ua, o excentricitate de 0,10 și o înclinație de 13,0° în raport cu ecliptica.